# 本多正永
本多 正永（ほんだ まさなが）は、江戸時代前期から中期の旗本、大名。下総舟戸藩主、上野沼田藩の初代藩主。正重系本多家4代。

## 生涯
正保2年（1645年）11月11日、大身旗本本多正直の長男として江戸で生まれた。
延宝5年（1677年）に家督を相続したが、弟の正方に1000石を分与したため、7000石を知行した。元禄元年（1688年）に寺社奉行となったことから1万石に加増され、舟戸藩主となった。元禄9年（1696年）には若年寄となり、元禄14年（1701年）に上総・下総国内で5000石を加増された。元禄16年（1703年）に上野国沼田へ移封された。宝永元年（1704年）には老中となって、1万石を加増され、最終的には4万石を領した。沼田藩政では、以前の領主である真田信利の悪政で荒廃していた沼田藩の再興に務めている。
正徳元年（1711年）5月19日、67歳で死去し、跡を甥で養嗣子の正武が継いだ。

## 系譜
父母
- 本多正直（父）
- 稲垣重綱の娘（母）

正室
- 堀田一輝の娘

子女
- 高木正陳正室
- 大久保常春継室

養子
- 本多正武 ー 榊原久政の次男